# 清捲舌邊塞擦音
清捲舌邊塞擦音（Voiceless retroflex lateral affricate）是一種輔音，使用於一些口語中。用於表示此音的國際音標（IPA）是⟨ʈ͜ɭ̊˔⟩。

## 特徵
清捲舌邊塞擦音的特徵包括：
- 調音方法屬於塞擦音，調音時先阻礙空氣在聲腔流動，再形成狹窄通道讓氣流通過發生湍流來調音。
- 調音部位是捲舌，以舌尖和上顎前部接觸以形成對氣流的阻礙而調音。

- 發聲類型是清音，意味着發音時聲帶並不顫動。
- 本輔音是口腔輔音（口音），表示調音時空氣只從口裡流出。
- 調音方法是邊音，氣流從舌兩側流過，而不從中部流過。
- 氣流機制是肺部氣流，即由肺與橫膈膜驱动空气。

## 出現於
| 語言            | 語言          | 詞彙       | IPA        | 意義 | 註釋               |
| --------------- | ------------- | ---------- | ---------- | ---- | ------------------ |
| 卡姆卡塔-維利語 | 卡塔-瓦利方言 | [ 比如？ ] | [ 比如？ ] |      | 音位上來說為/ʈl/。 |

## 外部鏈結
- 在PHOIBLE上搜尋含有[ʈɭ̊˔]的語言